# Fußball-Weltmeisterschaft 1990/Gruppe B
| Pl. | Land        | Sp. | S | U | N | Tore    | Diff. | Punkte |
| --- | ----------- | --- | - | - | - | ------- | ----- | ------ |
| 1.  | Kamerun     | 3   | 2 | 0 | 1 | 003:500 | −2    | 04:20  |
| 2.  | Rumänien    | 3   | 1 | 1 | 1 | 004:300 | +1    | 03:30  |
| 3.  | Argentinien | 3   | 1 | 1 | 1 | 003:200 | +1    | 03:30  |
| 4.  | Sowjetunion | 3   | 1 | 0 | 2 | 004:400 | ±0    | 02:40  |

Gruppe B der Fußball-Weltmeisterschaft 1990:

## Argentinien – Kamerun 0:1 (0:0)
| Argentinien                                                            | Argentinien | Kamerun | Kamerun |
| ---------------------------------------------------------------------- | --- | --- | ------- |
| Argentinien                                                            | \| 1. Spieltag \| \| Freitag, 8. Juni 1990 um 18:00 Uhr in Mailand (Stadio Giuseppe Meazza) \| \| Zuschauer: 73.780 \| \| Schiedsrichter: Michel Vautrot ( Frankreich) \| \| Spielbericht \|                                                       | \| 1. Spieltag \| \| Freitag, 8. Juni 1990 um 18:00 Uhr in Mailand (Stadio Giuseppe Meazza) \| \| Zuschauer: 73.780 \| \| Schiedsrichter: Michel Vautrot ( Frankreich) \| \| Spielbericht \|                                                                                         | Kamerun |
| Argentinien                                                            | Nery Pumpido – Oscar Ruggeri (46. Claudio Caniggia), Juan Simón, Néstor Fabbri – José Basualdo, Jorge Burruchaga, Sergio Batista, Néstor Lorenzo, Roberto Sensini (69. Gabriel Calderón) – Diego Maradona – Abel Balbo Cheftrainer: Carlos Bilardo | Thomas N’Kono – Emmanuel Kundé, Victor N’Dip, Benjamin Massing – Stephen Tataw , Cyrille Makanaky (81. Roger Milla), André Kana-Biyik, Emile M’Bouh, Bertin Ebwellé – François Omam-Biyik, Louis-Paul M’Fédé (66. Thomas Libiih) Cheftrainer: Waleri Nepomnjaschtschi ( Sowjetunion) | Kamerun |
| Argentinien                                                            | 0:1 Omam-Biyik (67.) | | Kamerun |
| Argentinien                                                            | Sensini (27.) | Massing (9.), N’Dip (23.), M’Bouh (53.) | Kamerun |
| Argentinien                                                            | Kana-Biyik (61.), Massing (88.) | | Kamerun |
| 1. Spieltag                                                            | | |         |
| Freitag, 8. Juni 1990 um 18:00 Uhr in Mailand (Stadio Giuseppe Meazza) | | |         |
| Zuschauer: 73.780                                                      | | |         |
| Schiedsrichter: Michel Vautrot ( Frankreich)                           | | |         |
| Spielbericht                                                           | | |         |

## UdSSR – Rumänien 0:2 (0:1)
| UdSSR                                                          | UdSSR | Rumänien | Rumänien |
| -------------------------------------------------------------- | --- | --- | -------- |
| UdSSR                                                          | \| 1. Spieltag \| \| Samstag, 9. Juni 1990 um 17:00 Uhr in Bari (Stadio San Nicola) \| \| Zuschauer: 42.907 \| \| Schiedsrichter: Juan Daniel Cardellino ( Uruguay) \| \| Spielbericht \| | \| 1. Spieltag \| \| Samstag, 9. Juni 1990 um 17:00 Uhr in Bari (Stadio San Nicola) \| \| Zuschauer: 42.907 \| \| Schiedsrichter: Juan Daniel Cardellino ( Uruguay) \| \| Spielbericht \|                                                   | Rumänien |
| UdSSR                                                          | Rinat Dassajew – Wagis Chidijatulin – Sergei Gorlukowitsch, Oleh Kusnezow, Wassili Raz – Hennadij Lytowtschenko (66. Iwan Jaremtschuk), Wolodymyr Bessonow, Sjarhej Alejnikau, Oleksandr Sawarow – Oleh Protassow, Igor Dobrowolski (71. Alexander Borodjuk) Cheftrainer: Walerij Lobanowskyj | Silviu Lung – Ioan Andone, Mircea Rednic, Michael Klein – Ioan Sabău, Ioan Lupescu, Gheorghe Popescu, Iosif Rotariu, Daniel Timofte – Marius Lăcătuș (87. Ilie Dumitrescu), Florin Răducioiu (79. Gavril Balint) Cheftrainer: Emerich Jenei | Rumänien |
| UdSSR                                                          | 0:1 Lăcătuș (41.) 0:2 Lăcătuș (55., Handelfmeter) | | Rumänien |
| UdSSR                                                          | Chidijatulin (11.) | Lăcătuș (44.) | Rumänien |
| 1. Spieltag                                                    | | |          |
| Samstag, 9. Juni 1990 um 17:00 Uhr in Bari (Stadio San Nicola) | | |          |
| Zuschauer: 42.907                                              | | |          |
| Schiedsrichter: Juan Daniel Cardellino ( Uruguay)              | | |          |
| Spielbericht                                                   | | |          |

## Argentinien – UdSSR 2:0 (1:0)
| Argentinien                                                       | Argentinien | UdSSR | UdSSR |
| ----------------------------------------------------------------- | --- | --- | ----- |
| Argentinien                                                       | \| 2. Spieltag \| \| Mittwoch, 13. Juni 1990 um 21:00 Uhr in Neapel (Stadio San Paolo) \| \| Zuschauer: 55.759 \| \| Schiedsrichter: Erik Fredriksson ( Schweden) \| \| Spielbericht \|                                                                    | \| 2. Spieltag \| \| Mittwoch, 13. Juni 1990 um 21:00 Uhr in Neapel (Stadio San Paolo) \| \| Zuschauer: 55.759 \| \| Schiedsrichter: Erik Fredriksson ( Schweden) \| \| Spielbericht \| | UdSSR |
| Argentinien                                                       | Nery Pumpido (11. Sergio Goycochea) – Pedro Monzón (78. Néstor Lorenzo), Juan Simón, José Serrizuela – José Basualdo, Sergio Batista, Pedro Troglio, Jorge Burruchaga, Julio Olarticoechea – Diego Maradona – Claudio Caniggia Cheftrainer: Carlos Bilardo | Alexander Uwarow – Wagis Chidijatulin – Sergei Gorlukowitsch, Wolodymyr Bessonow, Oleh Kusnezow – Igor Schalimow, Sjarhej Alejnikau, Andrej Syhmantowitsch, Oleksandr Sawarow (80. Wolodymyr Ljutyj) – Oleh Protassow (75. Hennadij Lytowtschenko), Igor Dobrowolski Cheftrainer: Walerij Lobanowskyj | UdSSR |
| Argentinien                                                       | 1:0 Troglio (27.) 2:0 Burruchaga (79.) | | UdSSR |
| Argentinien                                                       | Serrizuela (55.), Caniggia (57.), Maradona (70.), Burruchaga (73.), Monzón (77.) | Syhmantowitsch (51.) | UdSSR |
| Argentinien                                                       | Bessonow (48.) | | UdSSR |
| 2. Spieltag                                                       | | |       |
| Mittwoch, 13. Juni 1990 um 21:00 Uhr in Neapel (Stadio San Paolo) | | |       |
| Zuschauer: 55.759                                                 | | |       |
| Schiedsrichter: Erik Fredriksson ( Schweden)                      | | |       |
| Spielbericht                                                      | | |       |

## Kamerun – Rumänien 2:1 (0:0)
| Kamerun                                                            | Kamerun | Rumänien | Rumänien |
| ------------------------------------------------------------------ | --- | --- | -------- |
| Kamerun                                                            | \| 2. Spieltag \| \| Donnerstag, 14. Juni 1990 um 17:00 Uhr in Bari (Stadio San Nicola) \| \| Zuschauer: 38.687 \| \| Schiedsrichter: Hernán Silva ( Chile) \| \| Spielbericht \| | \| 2. Spieltag \| \| Donnerstag, 14. Juni 1990 um 17:00 Uhr in Bari (Stadio San Nicola) \| \| Zuschauer: 38.687 \| \| Schiedsrichter: Hernán Silva ( Chile) \| \| Spielbericht \|                                                             | Rumänien |
| Kamerun                                                            | Thomas N’Kono – Victor N’Dip – Stephen Tataw , Jules Onana, Bertin Ebwellé – Cyrille Makanaky, Emmanuel Kundé (68. Jean-Claude Pagal), Emile M’Bouh, Emmanuel Maboang (58. Roger Milla) – François Omam-Biyik, Louis-Paul M’Fédé Cheftrainer: Waleri Nepomnjaschtschi ( Sowjetunion) | Silviu Lung – Gheorghe Popescu – Mircea Rednic, Ioan Andone, Michael Klein – Ioan Sabău, Iosif Rotariu, Gheorghe Hagi (55. Ilie Dumitrescu), Daniel Timofte – Marius Lăcătuș, Florin Răducioiu (63. Gavril Balint) Cheftrainer: Emerich Jenei | Rumänien |
| Kamerun                                                            | 1:0 Milla (76.) 2:0 Milla (86.) | 2:1 Balint (88.) | Rumänien |
| Kamerun                                                            | Onana (20.), N’Kono (68.) | Klein (44.) | Rumänien |
| 2. Spieltag                                                        | | |          |
| Donnerstag, 14. Juni 1990 um 17:00 Uhr in Bari (Stadio San Nicola) | | |          |
| Zuschauer: 38.687                                                  | | |          |
| Schiedsrichter: Hernán Silva ( Chile)                              | | |          |
| Spielbericht                                                       | | |          |

## Argentinien – Rumänien 1:1 (0:0)
| Argentinien                                                     | Argentinien | Rumänien | Rumänien |
| --------------------------------------------------------------- | --- | --- | -------- |
| Argentinien                                                     | \| 3. Spieltag \| \| Montag, 18. Juni 1990 um 21:00 Uhr in Neapel (Stadio San Paolo) \| \| Zuschauer: 52.733 \| \| Schiedsrichter: Carlos Silva Valente ( Portugal) \| \| Spielbericht \|                                                                     | \| 3. Spieltag \| \| Montag, 18. Juni 1990 um 21:00 Uhr in Neapel (Stadio San Paolo) \| \| Zuschauer: 52.733 \| \| Schiedsrichter: Carlos Silva Valente ( Portugal) \| \| Spielbericht \|                                          | Rumänien |
| Argentinien                                                     | Sergio Goycochea – Juan Simón – Pedro Monzón, José Serrizuela – José Basualdo, Pedro Troglio (53. Ricardo Giusti), Sergio Batista, Jorge Burruchaga (60. Gustavo Dezotti), Julio Olarticoechea – Claudio Caniggia, Diego Maradona Cheftrainer: Carlos Bilardo | Silviu Lung – Gheorghe Popescu – Mircea Rednic, Ioan Andone, Michael Klein – Ioan Sabău (82. Dorin Mateuț), Iosif Rotariu, Gheorghe Hagi, Ioan Lupescu – Marius Lăcătuș, Gavril Balint (72. Dănuț Lupu) Cheftrainer: Emerich Jenei | Rumänien |
| Argentinien                                                     | 1:0 Monzón (62.) | 1:1 Balint (68.) | Rumänien |
| Argentinien                                                     | Serrizuela (73.), Batista (86.) | Lăcătuș (4.), Hagi (8.), Lupescu (32.) | Rumänien |
| 3. Spieltag                                                     | | |          |
| Montag, 18. Juni 1990 um 21:00 Uhr in Neapel (Stadio San Paolo) | | |          |
| Zuschauer: 52.733                                               | | |          |
| Schiedsrichter: Carlos Silva Valente ( Portugal)                | | |          |
| Spielbericht                                                    | | |          |

## Kamerun – UdSSR 0:4 (0:2)
| Kamerun                                                        | Kamerun | UdSSR | UdSSR |
| -------------------------------------------------------------- | --- | --- | ----- |
| Kamerun                                                        | \| 3. Spieltag \| \| Montag, 18. Juni 1990 um 21:00 Uhr in Bari (Stadio San Nicola) \| \| Zuschauer: 37.307 \| \| Schiedsrichter: José Roberto Wright ( Brasilien) \| \| Spielbericht \|                                                                                             | \| 3. Spieltag \| \| Montag, 18. Juni 1990 um 21:00 Uhr in Bari (Stadio San Nicola) \| \| Zuschauer: 37.307 \| \| Schiedsrichter: José Roberto Wright ( Brasilien) \| \| Spielbericht \| | UdSSR |
| Kamerun                                                        | Thomas N’Kono – Victor N’Dip – Stephen Tataw , Jules Onana, Bertin Ebwellé – André Kana-Biyik, Emmanuel Kundé (34. Roger Milla), Emile M’Bouh, Louis-Paul M’Fédé – Cyrille Makanaky (56. Jean-Claude Pagal), François Omam-Biyik Cheftrainer: Waleri Nepomnjaschtschi ( Sowjetunion) | Alexander Uwarow – Wagis Chidijatulin – Anatolij Demjanenko , Oleh Kusnezow, Sergei Gorlukowitsch – Hennadij Lytowtschenko (72. Iwan Jaremtschuk), Sjarhej Alejnikau, Andrej Syhmantowitsch, Igor Schalimow (46. Oleksandr Sawarow), Igor Dobrowolski – Oleh Protassow Cheftrainer: Walerij Lobanowskyj | UdSSR |
| Kamerun                                                        | 0:1 Protassow (20.) 0:2 Syhmantowitsch (29.) 0:3 Sawarow (52.) 0:4 Dobrowolski (63.) | | UdSSR |
| Kamerun                                                        | Kana-Biyik (61.), Milla (66.) | Protassow (75.) | UdSSR |
| 3. Spieltag                                                    | | |       |
| Montag, 18. Juni 1990 um 21:00 Uhr in Bari (Stadio San Nicola) | | |       |
| Zuschauer: 37.307                                              | | |       |
| Schiedsrichter: José Roberto Wright ( Brasilien)               | | |       |
| Spielbericht                                                   | | |       |